# Liste des personnages de Michel Vaillant
 (juillet 2023).
- Si vous ne connaissez pas le sujet, laissez ce bandeau (vous pouvez alors contacter les auteurs).
- Si vous supprimez le contenu mis en cause (vous pouvez préalablement contacter les auteurs),

argumentez précisément cette suppression dans la page de discussion
(un manque de référence n'est pas un argument ; une recherche réelle de référence doit avoir été effectuée, être formellement documentée).
Cet article dresse la liste des personnages du monde de Michel Vaillant.

## Famille Vaillant

### Agnès Vaillant
Née de Chanzy, fille d'un ami de Henri Vaillant vivant en Argentine, devient l'épouse de Jean-Pierre Vaillant dont elle a fait connaissance lors du Grand Prix d'Argentine dans l'album Le Grand Défi. Ils ont un fils, Jean-Michel (album Les Casse-cou), dont Michel Vaillant est parrain.

### Benjamin Vaillant
Frère d’Henri, oncle de Michel, directeur de la compagnie de transport du même nom à Marseille.

### Élisabeth Vaillant
Épouse d'Henri, mère de Michel et Jean-Pierre. Elle se fait régulièrement du souci pour ses enfants et s'implique parfois dans les activités automobiles de la famille, bien qu'elle ait toujours refusé de s'y impliquer totalement.

### Françoise Vaillant
Née Latour, fille de Louis Latour, fait sa première apparition en 1962 dans Le 13 est au départ comme journaliste d'un magazine pour jeunes filles pour faire une interview avec Michel. Leurs premiers contacts ne sont pas de nature à faire croire à une romance possible. C'est pourtant elle qui deviendra madame Michel Vaillant dans l'album Des filles et des moteurs. Épouse traditionnelle de Michel Vaillant dans les albums suivants, elle joue un rôle décisif dans la nouvelle saison à partir de 2012, reprenant les commandes de l'écurie Vaillante dans une période de drames familiaux et industriels, ou Michel Vaillant est en proie aux doutes et aux tourments.

### Henri Vaillant
Henri Vaillant est le père de Michel et Jean-Pierre Vaillant. Il a commencé sa carrière comme mécano avant de construire et conduire lui-même ses propres voitures de course, puis devenir constructeur automobile. Il a passé le volant à son fils Jean-Pierre après sa retraite. Puis, à la suite du décès tragique de ce dernier et à ses propres problèmes de santé, il choisit finalement de céder le contrôle de Vaillante à sa belle-fille Françoise, la femme de Michel.

### Jean-Michel Vaillant
Fils de Jean-Pierre et Agnès Vaillant. Il devient ingénieur de l'équipe Vaillante de WTCC dans l'album Au nom du fils.

### Jean-Pierre Vaillant
Jean-Pierre Vaillant est le frère aîné de Michel. Il a abandonné sa carrière de pilote pour se consacrer entièrement à la création de la plupart des Vaillante de course puis reprend le rôle de chef d'équipe de l'écurie Vaillante, succédant à son père Henri.
Il tombe dans le coma en 2016 (Nouvelle saison, t. 4 Collapsus) à la suite d'une tentative de suicide : en effet, rongé par la culpabilité au sujet de l'affaire du rachat du groupe Vaillante par Ethan Dasz, il se jette avec sa voiture du haut d'une falaise. Il décède en 2017 (Nouvelle saison, t. 6 Rébellion) après un long coma, ce qui entraîne de nouveaux déchirements dans le clan Vaillant.

### Patrick Vaillant
Fils de Michel et Françoise, sa naissance est annoncée à Michel par panneautage lors de sa participation aux 24 Heures du Mans, dans le court récit Sa plus belle victoire, publié dans l'album Michel Vaillant Spécial 20e anniversaire en 1976. Seulement mentionné dans les albums suivants, il apparaît en 2012 dans le tome 1 de la nouvelle saison, Au nom du Fils, en adolescent rebelle et entreprenant. Il devient un personnage important des albums suivants, créateur d'une startup et artisan de la renaissance de la marque Vaillante.

## Proches des Vaillant

### Boule
Chauffeur de poids-lourds chez Benjamin Vaillant apprécié de tous pour sa bonne humeur. Cependant, se croyant indétrônable au rami, il se fait battre par Steve Warson dans Route de nuit en fin d'album ce qui lui vaut de devoir se raser la moustache qu'il avait mise en jeu.
On le retrouve dans l'album Cauchemar toujours en tant que routier...

### Bill Rix
Pilote anglais très sympathique et ami de Michel Vaillant, Il a un grave accident dans Le Circuit de la peur et fait partie du Commando dans La Trahison de Steve Warson.

### Dino Falconetti
Pilote d'origine italienne qui fait sa première apparition dans l'album Le Circuit de la peur en tant que jeune espoir dans l'équipe européenne.

### Gabriele Spangenberg
Fille d'un richissime industriel allemand vivant au château de Königsfeld près du Nürburgring où elle fait connaissance avec Michel et Steve quand ceux-ci sont invités au château par son père lors du Grand Prix d'Allemagne dans l'album Les Chevaliers de Königsfeld. Gabrièle deviendra par la suite la compagne d'Yves Douléac.

### Joseph Rénier
Mécano de Michel Vaillant dans les premiers albums, Joseph Rénier a participé à l'aventure du Grand Défi. Il deviendra par la suite chauffeur d'Elizabeth Vaillant, lui donnant même des leçons de conduite dans L'Honneur du samouraï (elle n'avait plus touché un volant après l'obtention de son permis), ce qui lui provoquera quelques belles sueurs froides. Ayant pris une retraite bien méritée, il reprend du service dans l'album Série noire, en prenant en main l'équipe de mécaniciens de Michel Vaillant, afin de permettre à celui-ci de retrouver un statut conforme à sa légende.

### Gilles Gaignault
Journaliste et créateur et président de l'écurie de course GDBA Motorsports, il apparaît dans son propre rôle dans l'album "F3000".

### Jules Bonnet
Chauffeur routier chez Benjamin Vaillant à Marseille, a provisoirement rejoint le concurrent Nord-Méditerranée où Régis Blancardo est le codirigeant (avec son père...) dans l'album Route de nuit. Il est secondé par Yves Douléac lui-même convoyeur à l'époque et sont tous deux entrainés par les combines douteuses de Régis.

### Julie Wood
Julie Wood est une championne de moto. Elle est la fiancée de Steve Warson dans quelques albums. Elle poursuit sa carrière dans la série éponyme (8 albums entre 1976 et 1980).

### Louis Latour
Père de Françoise Latour, ami de Henri Vaillant et directeur du journal L'Eclair de France. C'est lui qui lance dans son journal Le Grand Défi du premier album de la série.

### Yves Douléac
Apparaît d'abord à l'âge de 11-12 ans dans l'histoire courte Bagarre sur la Nationale 7, puis comme ado de 15 ans dans l'album Route de nuit. Fils d'un chauffeur de camion de l'entreprise « Benjamin Vaillant » mort lors d'un accident de la route. Sauvé par Michel de la mauvaise influence de Régis Blancardo pour devenir élève à l'école de pilotage Vaillant (Le 8e pilote) et pilote de l'écurie Vaillant. Compagnon de Gabrièle Spangenberg.

## Pilotes Vaillante
| Femmes               |                        |
| -------------------- | ---------------------- |
| Femmes               | Élisabeth Vaillant     |
| Femmes               | Françoise Vaillant     |
| Femmes               | Agnès Vaillant         |
| Femmes               | Julie Wood             |
| Femmes               | Gabrielle Spangenberg  |
| Femmes               | Jo Barrett             |
| Femmes               | Candida Maria de Jesus |
| Femmes               | Margaret Randson       |
| Femmes               | Elsa Tainmont          |
| Hommes               |                        |
| Henri Vaillant       |                        |
| Michel Vaillant      |                        |
| Jean-Pierre Vaillant |                        |
| Yves Douléac         |                        |
| Dylan Montusset      |                        |
| Serge Mauduit        |                        |
| René Marceau         |                        |
| Daniel Farid         |                        |
| Roy Johnson          |                        |
| Steve Warson         |                        |
| Chuck Danver         |                        |
| Frank Wood           |                        |
| Mike Brown           |                        |
| Bill Rix             |                        |
| Philip Davis         |                        |
| Adriaan Janssens     |                        |
| Bernhart Van Dooren  |                        |
| Lucien Bianchi       |                        |
| Mauro Bianchi        |                        |
| Willy Claes          |                        |
| Stephan Von Homburg  |                        |
| Dino Falconetti      |                        |
| Nicolas Olensky      |                        |
| Yori Yoshisa         |                        |

## Adversaires

### Le Leader
Durant son enfance, le Leader a vécu dans le monastère de Ganden, au Tibet. De son enseignement bouddhiste, il tire son immense intelligence. Adulte, il s'installa en Inde et devint un brillant savant puis il rencontra la fille d'un diplomate anglais nommé Lord Randson. Il eut une fille avec cette femme : Ruth. Mais, il les abandonna toutes les deux car, quand elle lui demanda de l'épouser, il refusa ; l'enseignement qu'il avait suivi dans sa jeunesse lui interdisant le mariage.
Dégouté par la bêtise et la vanité humaine, il se résolut à atteindre les hommes par l'une des choses les plus appréciées de ceux-ci : l'automobile.
Industriel mégalomane, le Leader fait sa première apparition dans Mach 1 pour Steve Warson où il tente de contrecarrer la tentative d'atteindre Mach 1 et d'établir le nouveau record de vitesse terrestre menée par Chuck Danver et son ami Steve Warson. Par la suite, l'écurie Leader devient une des principales rivales de Vaillante et le Leader apparaît prêt à tout pour l'emporter. Après être passé près de provoquer la mort de sa fille, Ruth, dans Le Secret de Steve Warson, il décide d'abandonner la course automobile et se retire chez lui, au Tibet.

### Ruth Randson
Courant sous le pseudonyme de « Jo Barett », Ruth Randson est la fille du Leader.
Elle apparaît pour la première fois dans l'album Des filles et des moteurs. Tout d'abord amie et alliée des Vaillant, elle change du tout au tout dans K.O. pour Steve Warson. À partir de là, c'est une créature diabolique aussi séduisante que méchante. Si Michel Vaillant parvient généralement à la tenir à l'écart, Steve Warson se laisse souvent prendre à ses charmes en cédant à la tentation.

### Bob Cramer
Bob Cramer fait sa première apparition dans l'album Le 13 est au départ comme pilote  de la « Bocar » inscrite par le Texas Drivers Club dans les 24 Heures du Mans. Il utilise alors le pseudonyme de Tyler Jo, et son coéquipier est Jack Moore, alias Jack Trinity. D'abord ennemi juré de Steve Warson, puis du clan Vaillant tout court, il deviendra « pilote maison » chez « Leader » dès l'album Massacre pour un moteur !.
Personnage complexe, à la mentalité torturée, il lui arrivera de passer momentanément dans le camp Vaillant (Racing Show).

### Dan Hawkins
Pilote automobile américain, grand copain de Bob Cramer, et comme lui ancien de l'écurie Texas Drivers devenu pilote pour l'écurie Leader. Atrocement brûlé au visage lors de l'accident qu'il provoque dans Le Secret de Steve Warson, il est conservé comme pilote par Ruth dans K.O. pour Steve Warson. Il retrouve un visage normal dans Cairo !

### Vince Hummer
Pilote des Texas Drivers, apparaît dans l'album Cairo !, il a été embauchés par les Texas Drivers pour disputer le Rallye Dakar, il avait été repéré par l'équipe à l'issue d'une course de motocross ou il avait été disqualifié pour avoir attaché un commissaire de course à l'arrière de sa machine et l'avoir "traîné" sur le circuit.

### Jack Moore
Pilote des Texas Drivers, Jack Moore fait sa première apparition dans l'album Le 13 est au départ comme coéquipier de  Bob Cramer sur la « Bocar » inscrite par le Texas Drivers Club aux 24 Heures du Mans. Il utilise alors le pseudonyme de « Jack Trinity ». Il est à nouveau opposé à la Vaillante dans La Trahison de Steve Warson lors d'une course au Texas qu'il remporte.

### Donald Payntor
Membre des Texas Drivers et apparemment véritable crapule dans Suspense à Indianapolis, il révélera son dégoût des magouilles qui lui sont imposées à la fin de l'album. Dans Rush, il remontera l'écurie Texas Drivers, laquelle avait été dissoute, avec l'aide de Roy Johnson et décident de rouler avec la marque Vaillante.

### Stanley Newton
Pilote américain, héritier d'un grand groupe pétrolier, il apparaît dans l'album Le Caïd de Francorchamps dont il est le principal antagoniste et prend part au Grand Prix automobile de Belgique, au grand dam de ses adversaires.

### Douglas Whyte
Pilote anglais, issu de l'aristocratie britannique, il apparaît dans l'album Le Prince blanc dans lequel il remporte plusieurs Grands Prix de Formule 1 dès ses débuts dans la discipline, sa monoplace n'étant pas en fait conforme au règlement (utilisation de moteur 3,5 litres au lieu des 3 litres réglementaires). Il sera finalement démasqué par Henri Vaillant pour la fraude du moteur et un inspecteur de Scotland Yard (police britannique) pour une affaire de multiples cambriolages dont il est à l'origine.

### John Cabral
Homme d'affaires américain d'origine portugaise, il apparaît dans l'album La Fièvre de Bercy puis Le Sponsor dans lesquels il propose de sponsoriser l'écurie Vaillante de F1, en proie a des difficultés financières. Il s'avérera que Cabral ne faisait que blanchir l'argent qu'il avait gagné de manière illégale en créant des logiciels d'espionnage et en menaçant ses anciens employés.

### Régis Blancardo
Fils du propriétaire de la Nord-Méditerranée, entreprise de transport concurrente de celle de Benjamin Vaillant, il essaie d'impliquer Jules Bonnet et Yves Douléac dans ses combines de trafic d'armes (Route de nuit), et devient de ce fait l'ennemi de Michel. Revient dans l'album Les Casse-cou où il tente de discréditer Michel par le biais d'un « canard ». Michel lui sauvera toutefois la vie à la fin de l'album. On le retrouve encore une fois dans Cauchemar où, après avoir aidé Michel à s'enfuir après son enlèvement, ce dernier le tire des mains de ses ravisseurs.

### Marcetto
Ancien conducteur routier de Benjamin Vaillant ayant rejoint la Nord Méditerranée tout comme Jules Bonnet. Homme irascible prêt à marcher dans des combines, il sera retrouvé par Jules Bonnet et Steve Warson, ce dernier le mettra hors de combat à l'issue d'une courte altercation physique, avant de le livrer à la justice pour son implication dans le trafic d'armes du fils du patron de cette entreprise.